# Settimana Ciclistica Lombarda
Settimana Ciclistica Lombarda – wyścig kolarski rozgrywany we Włoszech, w regionie Lombardia, co roku w marcu. Od 2005 roku należy do cyklu UCI Europe Tour, początkowo zaliczany do kategorii 2.2, a od 2007 roku ma kat. 2.1.
Wyścig odbył się po raz pierwszy w roku 1970 i organizowany co rok, początkowo jako Settimana Ciclistica Bergamasca, a od 1999 pod obecną nazwą. Jeden raz (w 1988 roku) wyścig nie odbył się. Rekordzistą pod względem zwycięstw w klasyfikacji generalnej jest Rosjanin Pawieł Tonkow – trzy triumfy.
Wyścig pięciokrotnie wygrywali Polacy. W 1974 roku zwyciężył Stanisław Szozda, trzy lata później Janusz Bieniek, w 1980 roku Czesław Lang, w 1983 Andrzej Serediuk, a w 1986 roku Zenon Jaskuła. W 1999 roku zwyciężył Raimondas Rumšas, z polskiej grupy Mróz.